# Vaimareenjärvi
Vaimareenjärvi är en sjö i kommunen Tavastehus i landskapet Egentliga Tavastland i Finland. Sjön ligger 120,6 meter över havet. Arean är 87 hektar och strandlinjen är 10,79 kilometer lång. Sjön  ingår i Kumo älvs huvudavrinningsområde.   Den ligger omkring 20 km sydväst om Tavastehus och omkring 89 km nordväst om Helsingfors. 